# Protolýza
Protolýza  (protolytická reakce) je výměna jednoho protonu (iont H+) mezi dvěma částicemi při chemické reakci. Tento děj probíhá mezi kyselinou a zásadou. Podle teorie, kterou vypracoval chemik Johannes Nicolaus Brønsted je kyselina částice, která může odštěpovat proton a naopak zásada je schopna proton vázat. Sloučenina nazývaná kyselina tedy působí jako dárce protonu, zásada (často voda) působí jako akceptor protonu. Mezi reakčními látkami dojde k chemické rovnováze, která je vyjádřena iontovým součinem.
Při výměně protonu mezi totožnými částicemi dochází k autoprotolýze. Nejznámější je autoprotolýza (autoionizace) vody. Je to chemická reakce, během níž se dvě molekuly vody přemění na hydroxoniový kation H3O+ a hydroxidový anion OH−:
2 H2O (aq) ⇌ H3O+ (aq) + OH− (aq)
Tento stav je popsán iontovým součinem vody, tedy veličinou vystihující rovnovážný stav vody. Stejně lze popsat i další polární rozpouštědla, ve kterých probíhá autoprotolýza.

## Protolytické reakce
Příkladem protolytické reakce je zavádění chlorovodíku (HCl) do vody, kdy dojde ke vzniku kyseliny chlorovodíkové.
{\displaystyle \mathrm {HCl\ +\ H_{2}O\ \rightleftharpoons \ H_{3}O^{+}\ +\ Cl^{-}} }
V této rovnovážné reakci jsou molekula HCl a iont H3O+ protonoví dárci (kyseliny), H2O a Cl− působí jako protonové akceptory (zásady).
Dalším příkladem je čistá kyselina octová (H3C–COOH) rozpuštěná ve vodě. {\displaystyle \mathrm {H_{3}C{-}COOH\ +\ H_{2}O\ \rightleftharpoons \ H_{3}C{-}COO^{-}\ +\ H_{3}O^{+}} }
https://wikimedia.org/api/rest_v1/media/math/render/svg/fb03385d004b0dad29fc6ae38f716e64384f2248
V této rovnovážné reakci jsou molekula H3C–COOH a iont H3O+ protonoví dárci (kyseliny),  H3C–COO− a H2O působí jako protonové akceptory (zásady).
Stejně lze popsat rozpouštění kyseliny sírové ve vodě. Protože kyselina sírová obsahuje dva protony, dojde k reakci se dvěma molekulami vody:
{\displaystyle \mathrm {H_{2}SO_{4}\ +\ 2\ H_{2}O\ \rightleftharpoons \ H_{3}O^{+}\ +\ H_{2}O\ +\ HSO_{4}^{-}\rightleftharpoons \ 2\ H_{3}O^{+}\ +\ SO_{4}^{2-}} }
V této rovnovážné reakci jsou molekula H2SO4 a ionty H3O+ protonoví dárci (kyseliny),  SO42− a H2O působí jako protonové akceptory (zásady).
Při zavádění plynného amoniaku NH3 do vody se vytvoří ionty amonné NH4+ a ionty hydroxidové OH−.
{\displaystyle \mathrm {NH_{3}\ +\ H_{2}O\;\rightleftharpoons \ NH_{4}^{+}\ +\ OH^{-}} }
Dárci protonu jsou NH4+ a H2O (kyseliny), zatímco NH3 a OH− jsou protonové akceptory (zásady).

## Autoprotolytické reakce
Při výměně protonu mezi totožnými částicemi dochází k autoprotolýze. Příkladem je čistá voda, která může reagovat jako kyselina i jako zásada, neboť podléhá autoprotolýze podle rovnice:
{\displaystyle \mathrm {2\ H_{2}O\ \rightleftharpoons \ H_{3}O^{+}\ +\ OH^{-}} }
V této rovnovážné reakci jsou ionty H3O+ protonoví dárci (kyseliny),  hydroxidové ionty OH− působí jako protonové akceptory (zásady).  Autoprotolýza vody je důvodem, proč i chemicky čistá voda má alespoň nízkou elektrickou vodivost. Autoprotolýza vody je rovnovážná reakce, která je určena iontovým produktem vody a hodnotou pH. Při 25 °C má voda hodnotu pH = 7.
Autoprotolýze podléhají i jiné sloučeniny, například:
{\displaystyle \mathrm {2\ NH_{3}\ \rightleftharpoons \ NH_{4}^{+}\ +\ NH_{2}^{-}} }
{\displaystyle \mathrm {2\ H_{2}SO_{4}\ \rightleftharpoons \ H_{3}SO_{4}^{+}\ +\ HSO_{4}^{-}} }
{\displaystyle \mathrm {3\ HF\ \rightleftharpoons \ H_{2}F^{+}\ +\ HF_{2}^{-}} }